# Campeonato Paranaense de Futebol de 2020 - Segunda Divisão
O Campeonato Paranaense de 2020 - Segunda Divisão foi a 56.ª edição desta competição futebolística organizada pela Federação Paranaense de Futebol (FPF).
Azuriz e Maringá foram as equipes que conquistaram o acesso nesta edição. Para conseguir-lo, nas semifinais, o Azuriz precisou passar pelo Apucarana Sports nas penalidades por 8–7, enquanto o Maringá passou pelo Araucária por 4–0 no agregado. No primeiro jogo da final, o Maringá venceu por 1–0, no entanto, no segundo, o Azuriz goleou por 3–0, e sagrou-se campeão da competição.

## Formato e participantes
Na primeira fase, as equipes disputariam entre si em sistema de pontos corridos, em turno único, na qual os quatro melhores colocados avançariam de fase. Os dois último colocados desta fase seriam rebaixados à terceira divisão de 2021. Nas semifinais, em mata-mata, seria definido os clubes que subiriam à primeira divisão de 2021, e na final seria definido o campeão da competição. Abaixo está a lista dos participantes desta edição, dentre eles, estão o Araucária e Azuriz, que garantiram o acesso devido às desistências do Arapongas e Foz do Iguaçu.
| Equipe           | Cidade               | Participações | Títulos         |
| ---------------- | -------------------- | ------------- | --------------- |
| Andraus          | Campo Largo          | 5             | —               |
| Apucarana Sports | Apucarana            | 5             | —               |
| Araucária        | Araucária            | 1             | —               |
| Azuriz           | Pato Branco          | 1             | —               |
| Batel            | Guarapuava           | 10            | —               |
| Maringá          | Maringá              | 4             | 2 (2013 e 2017) |
| Nacional-PR      | Rolândia             | 22            | 2 (2003 e 2008) |
| Prudentópolis    | Prudentópolis        | 4             | 1 (2009)        |
| Rolândia         | Rolândia             | 3             | —               |
| São Joseense     | São José dos Pinhais | 3             | —               |

## Resultados

### Primeira fase
| Pos | Equipe           | Pts | J | V | E | D | GP | GC | SG  | Classificação ou descenso            |     | MFC | APU | AZU | ARA | PRU | AND | SJE | NAC | REC | BAT |
| --- | ---------------- | --- | - | - | - | - | -- | -- | --- | ------------------------------------ | --- | --- | --- | --- | --- | --- | --- | --- | --- | --- | --- |
| 1   | Maringá          | 23  | 9 | 7 | 2 | 0 | 14 | 4  | +10 | Próxima fase                         |     | —   | —   | 3–1 | 0–0 | —   | 1–0 | —   | —   | 2–1 | 2–1 |
| 2   | Apucarana Sports | 16  | 9 | 4 | 4 | 1 | 17 | 7  | +10 | Próxima fase                         |     | 1–1 | —   | —   | 5–0 | 1–0 | 2–2 | —   | —   | —   | 1–0 |
| 3   | Azuriz           | 15  | 9 | 4 | 3 | 2 | 11 | 7  | +4  | Próxima fase                         |     | —   | 4–0 | —   | 1–0 | —   | —   | —   | 2–1 | 1–0 | —   |
| 4   | Araucária        | 15  | 9 | 4 | 3 | 2 | 16 | 13 | +3  | Próxima fase                         |     | —   | —   | —   | —   | 2–2 | —   | 3–0 | 4–0 | 2–1 | —   |
| 5   | Prudentópolis    | 15  | 9 | 4 | 3 | 2 | 13 | 11 | +2  |                                      |     | 0–1 | —   | 1–1 | —   | —   | 1–0 | —   | 3–2 | —   | 3–2 |
| 6   | Andraus          | 12  | 9 | 3 | 3 | 3 | 9  | 9  | 0   |                                      | —   | —   | 1–0 | 1–1 | —   | —   | 2–2 | —   | 1–0 | —   |     |
| 7   | São Joseense     | 8   | 9 | 1 | 5 | 3 | 12 | 16 | −4  |                                      | 0–2 | 2–2 | 1–1 | —   | 1–1 | —   | —   | —   | —   | —   |     |
| 8   | Nacional-PR      | 7   | 9 | 2 | 1 | 6 | 11 | 16 | −5  |                                      | 0–2 | 0–0 | —   | —   | —   | 1–0 | 1–3 | —   | —   | 6–0 |     |
| 9   | Rolândia         | 7   | 9 | 2 | 1 | 6 | 9  | 15 | −6  | Rebaixado à Terceira Divisão de 2021 |     | —   | 1–5 | —   | —   | 1–2 | —   | 2–1 | 2–0 | —   | —   |
| 10  | Batel            | 3   | 9 | 0 | 3 | 6 | 7  | 21 | −14 | Rebaixado à Terceira Divisão de 2021 |     | —   | —   | 0–0 | 0–4 | —   | 1–2 | 2–2 | —   | 0–0 | —   |

### Fases finais
Em itálico, as equipes que possuem o mando de campo no primeiro confronto; em negrito as equipes vencedoras.
| Aumento | Equipes promovidas à Série A de 2021 |

|  | Semifinais       | Semifinais | Semifinais | Semifinais |   |        | Final | Final | Final | Final |
|  |                  |            |            |            |   |        |       |       |       |       |
|  | Azuriz (pen.)    | 0          | 0          | 0 (8)      |   |        |       |       |       |       |
|  | Apucarana Sports | 0          | 0          | 0 (7)      |   |        |       |       |       |       |
|  | Apucarana Sports | 0          | 0          | 0 (7)      |   | Azuriz | 0     | 3     | 3     |       |
|  |                  |            |            |            |   | Azuriz | 0     | 3     | 3     |       |
|  |                  | Maringá    | 1          | 0          | 1 |        |       |       |       |       |
|  | Araucária        | Maringá    | 1          | 0          | 1 | 0      | 0     | 0     |       |       |
|  | Araucária        |            |            |            |   | 0      | 0     | 0     |       |       |
|  | Maringá          | 1          | 3          | 4          |   |        |       |       |       |       |

| Fonte: FPF |